# باول بيتي (صحفي)
باول بيتي (بالفرنسية: Paul Petit)‏ هو صحفي ودبلوماسي فرنسي، ولد في 2 مايو 1893 في الدائرة الثامنة في باريس في فرنسا، وتوفي في 24 أغسطس 1944 في كولونيا في ألمانيا.